# 溺水的人
《溺水的人》（溺れる人，又譯《溺酒的人》）是一套日本電視台企業攝製的實況戲劇。本故事於2005年3月1日首播，講述一名患有酒精依賴症的女子的故事。她本來是社會的精英份子，鋼琴及英語都十分了得，但因為過度酗酒而變成病態。本故事的導演是雨宮望、劇本是井上由美子，榮獲第3屆讀賣日本電視劇大獎。這套電視劇播出後取得極高的收視。

## 演員列表
- 篠原涼子 飾 水澤麻里
- 西島秀俊 飾 水澤誠治